# Pedro de La Saca
Pedro de La Saca est un militaire espagnol du XVIIe siècle au service de Philippe IV d'Espagne.
Accompagnant Pedro Fajardo de Zúñiga y Requesens, dans la campagne de 1640-1641 de la Guerre des faucheurs, il a dirigé un tercio, participant aux batailles du Col de Balaguer, de Cambrils, de Martorell et de Montjuïc.